# Tyler Bozak
Tyler William Spencer Bozak (* 19. März 1986 in Regina, Saskatchewan) ist ein ehemaliger kanadischer Eishockeyspieler, der im Verlauf seiner aktiven Karriere zwischen 2007 und 2022 unter anderem 882 Spiele für die Toronto Maple Leafs und St. Louis Blues in der National Hockey League (NHL) auf der Position des Centers bestritten hat. Mit den St. Louis Blues gewann Bozak in den Playoffs 2019 den Stanley Cup.

## Karriere
Tyler Bozak begann seine Karriere als Eishockeyspieler in der Juniorenliga British Columbia Hockey League, in der er von 2004 bis 2007 für die Victoria Salsa und Victoria Grizzlies aktiv war. Bei den Grizzlies entwickelte er sich zu einem der besten Spieler der Liga und war in der Saison 2006/07 mit 83 Vorlagen und 128 Scorerpunkten jeweils Top-Vorlagengeber und Topscorer der Liga. Von 2007 bis 2009 besuchte der Center die University of Denver und spielte für deren Eishockeymannschaft in der National Collegiate Athletic Association. Mit dieser gewann er in der Saison 2007/08 die Meisterschaft der Western Collegiate Hockey Association.
Am 3. April 2009 unterschrieb Bozak einen Zweijahresvertrag bei den Toronto Maple Leafs, ohne zuvor gedraftet worden zu sein. In seinem Rookiejahr in der National Hockey League erzielte der Kanadier in der Saison 2009/10 in 37 Spielen acht Tore und bereitete weitere 19 Treffer vor. Parallel spielte er für das Farmteam der Maple Leafs, die Toronto Marlies aus der American Hockey League, für die er in 32 Spielen 20 Scorerpunkte beisteuerte. Mit Beginn der Saison 2010/11 etablierte sich Bozak im NHL-Aufgebot der Maple Leafs.
Nach insgesamt neun Jahren bei den Maple Leafs wurde sein auslaufender Vertrag im Sommer 2018 nicht verlängert, sodass er im Juli 2018 als Free Agent einen Dreijahresvertrag bei den St. Louis Blues unterzeichnete. Dieser soll ihm ein durchschnittliches Jahresgehalt von fünf Millionen US-Dollar einbringen. In seinem ersten Jahr in St. Louis gewann er mit dem Team in den Playoffs 2019 prompt den Stanley Cup. In der Folge verbrachte der Stürmer noch drei weitere Spielzeiten bei den Blues, ehe er im Sommer 2022 keinen weiterführenden Vertrag erhielt und sich daraufhin aus dem Profisport zurückzog.

## Erfolge und Auszeichnungen
- 2007 Topscorer der BCHL
- 2008 Broadmoor-Trophy-Gewinn mit der University of Denver
- 2009 WCHA All-Academic Team
- 2019 Stanley-Cup-Gewinn mit den St. Louis Blues

## Karrierestatistik
(Legende zur Spielerstatistik: Sp oder GP = absolvierte Spiele; T oder G = erzielte Tore; V oder A = erzielte Assists; Pkt oder Pts = erzielte Scorerpunkte; SM oder PIM = erhaltene Strafminuten; +/− = Plus/Minus-Bilanz; PP = erzielte Überzahltore; SH = erzielte Unterzahltore; GW = erzielte Siegtore; 1 Play-downs/Relegation; Kursiv: Statistik nicht vollständig)